# Francisca Laia
Francisca Dias Laia (Abrantes, 31 de mayo de 1994) es una deportista portuguesa que compitió en piragüismo en la modalidad de aguas tranquilas.

## Trayectoria
Ganó una medalla de plata en el Campeonato Mundial de Piragüismo de 2021 y una medalla de plata en el Campeonato Europeo de Piragüismo de 2017. En los Juegos Europeos de Cracovia 2023 consiguió una medalla de bronce en la prueba de K1 200 m.
En junio de 2025 fue sancionada al dar positivo por dehidroclormetiltestosterona (DHCMT) en un control antidopaje realizado en 2024, recibió una inhabilitación de cuatro años y le fueron retiradas las dos medallas que había obtenido en el Campeonato Mundial de Piragüismo de 2024.
Estudió Medicina en la Universidad de Coímbra. En 2018 fue nombrada «Atleta Femenina del Año» por la Federación Académica del Deporte Universitario de Portugal.

## Palmarés internacional
| Campeonato Mundial | Campeonato Mundial      | Campeonato Mundial | Campeonato Mundial |
| Año                | Lugar                   | Medalla            | Competición        |
| ------------------ | ----------------------- | ------------------ | ------------------ |
| 2021               | Copenhague (Dinamarca)  | Medalla de plata   | K2 200 m mixto     |
| 2024               | Samarcanda (Uzbekistán) | DSC                | K2 200 m           |
| 2024               | Samarcanda (Uzbekistán) | DSC                | K4 500 m mixto     |
| Juegos Europeos    |                         |                    |                    |
| Año                | Lugar                   | Medalla            | Competición        |
| 2023               | Cracovia (Polonia)      | Medalla de bronce  | K1 200 m           |
| Campeonato Europeo |                         |                    |                    |
| Año                | Lugar                   | Medalla            | Competición        |
| 2017               | Plovdiv (Bulgaria)      | Medalla de plata   | K2 200 m           |